# Юраш
Юраш — река в России, протекает в Татарстане и Удмуртии. Правый приток Юрашки (бассейн Вятки).

## География
Длина реки 12 км. Протекает по слабозаселённой местности на юге Можгинской возвышенности. Исток в 6 км к западу от деревни Брюшли. Течёт сначала на юго-запад по Елабужскому району Татарстана, затем на северо-запад по Граховскому району Удмуртии — здесь на левом берегу находится малая деревня Сарайкино. В низовьях вновь течёт по Татарстану вдоль малой деревни Сосновый Юраш и сразу впадает в Юрашку по правому берегу в 11 км от её устья.
Основные притоки (правые): Чекчемир и Тараканка.

## Данные водного реестра
По данным государственного водного реестра России относится к Камскому бассейновому округу, водохозяйственный участок реки — Вятка от города Вятские Поляны и до устья, речной подбассейн реки — Вятка. Речной бассейн реки — Кама.
Код объекта в государственном водном реестре — 10010300612111100040639.